# Episodi di Così fan tutte (seconda stagione)
La seconda stagione della serie televisiva Così fan tutte è stata trasmessa in prima visione dal 30 ottobre 2011 al 18 gennaio 2012 su Italia 1.
| nº | Titolo      | Prima TV Italia  | Telespettatori | Share  |
| -- | ----------- | ---------------- | -------------- | ------ |
| 1  | Episodio 1  | 30 ottobre 2011  | 1.385.000      | 11,92% |
| 2  | Episodio 2  | 6 novembre 2011  | 1.583.000      | 12,85% |
| 3  | Episodio 3  | 13 novembre 2011 | 1.319.000      | 12,10% |
| 4  | Episodio 4  | 20 novembre 2011 | 1.364.000      | 11,94% |
| 5  | Episodio 5  | 27 novembre 2011 | 1.135.000      | 10,50% |
| 6  | Episodio 6  | 4 dicembre 2011  | 1.261.000      | 10,30% |
| 7  | Episodio 7  | 13 dicembre 2011 | 1.315.000      | 05,69% |
| 8  | Episodio 8  | 20 dicembre 2011 | 1.577.000      | 08,94% |
| 9  | Episodio 9  | 27 dicembre 2011 | 1.728.000      | 09,10% |
| 10 | Episodio 10 | 3 gennaio 2012   | 1.835.000      | 10,21% |
| 11 | Episodio 11 | 11 gennaio 2012  | 1.266.000      | 06,83% |
| 12 | Episodio 12 | 18 gennaio 2012  | 1.315.000      | 07,14% |

- Guest star: Francesca Fioretti, Paola Barale, Luca Bizzarri, Raffaella Fico, Emanuele Filiberto, Paolo Kessisoglu, Emanuela Folliero, Valeria Marini, Fiona May, Ricky Memphis.